# نصر بن حبيب المهلبي
نصر بن حبيب المهلبي عضوا عائلة المهلبي الذي شغل منصب والي إفريقية في الخلافة العباسية من 791 إلى 793.

## السيرة
ذكر نصر بأنه خدم تحت إمرة يزيد بن حاتم المهلبي في حين كان هذا الأخير حاكم على مصر من 762 إلى 769 ثم تم ارساله لإخماد تمرد في سخا في عام 767 وأصيب خلال القتال. وبعد ذلك رحل إلى إفريقية حيث وفقا لشهاب الدين النويري أصبح محبوب لحسن سلوكه. خلال حكم الوالي روح بن حاتم المهلبي من 791 إلى 788 فقد عين نصر سرا من قبل الخليفة هارون الرشيد خلفا لروح بعد أن أبلغ المسئول عن البريد الخليفة عن حالة روح وحثه على اختيار بديل له. بعد وفاة روح في أوائل عام 791 أعلن ابنه قبيسة أنه سيخلف والده واكن تم الاعتراف بنصر واليا بعدما قام مسئول البريد بتسليم قرار الخليفة لقبيسة.
استمر نصر واليا ما يقرب من عامين ولم تشهد فترة ولايته وقوع أي حوادث. انتهت ولاية نصر بعد أن قام الفضل بن روح بن حاتم المهلبي بالسفر إلى بغداد لاقناع الخليفة بتعيينه واليا على إفريقية. بعد عزله ظل نصر في إفريقية حتى وفاة الفضل وعندها طرد نصر مع بقية المهلبيين من ولاية إفريقية من قبل الوالي الجديد عبد الله بن جارود.
وفقا لليعقوبي عين نصر لفترة وجيزة واليا على أرمينيا. في وقت متأخر من عقد 790 تم عزله.